# Lingenau
Lingenau è un comune austriaco di 1 439 abitanti nel distretto di Bregenz, nel Vorarlberg.